# Gmina Osečina
Gmina Osečina (serb. Opština Osečina / Општина Осечина) – gmina w Serbii, w okręgu kolubarskim. W 2018 roku liczyła 11 113 mieszkańców.